# Deuterotinea macropodella
Deuterotinea macropodella är en fjärilsart som beskrevs av Nicolas Grigorevich Erschoff 1874. Deuterotinea macropodella ingår i släktet Deuterotinea och familjen Eriocottidae. Inga underarter finns listade i Catalogue of Life.